# بيتر ديلويز
بيتر ديلويز (بالإنجليزية: Peter DeLuise)‏ مواليد 6 نوفمبر 1966 في نيويورك، الولايات المتحدة، هو ممثل ومخرج ومنتج وكاتب سيناريو أمريكي بدأ مسيرته الفنية سنة 1979.

## الأعمال
- مصاصي الدماء
- 21 شارع جامب
- حقائق الحياة
- ديفرنت ستروكس
- هايلاندر
- فريندز
- ثالث كوكب بعد الشمس
- مصاصي الدماء
- ستارغيت إس جي 1
- خارق للطبيعة

## روابط خارجية
- بيتر ديلويز على موقع IMDb (الإنجليزية)
- بيتر ديلويز على موقع روتن توميتوز (الإنجليزية)
- بيتر ديلويز على موقع ألو سيني (الفرنسية)
- بيتر ديلويز على موقع أول موفي (الإنجليزية)
- بيتر ديلويز على موقع قاعدة بيانات الأفلام السويدية (السويدية)
- بيتر ديلويز على موقع إن إن دي بي (الإنجليزية)
- بيتر ديلويز على موقع قاعدة بيانات الفيلم (الإنجليزية)
- بيتر ديلويز على موقع كينوبويسك (الروسية)